# Monte San Antonio
O Monte San Antonio, também chamado de Monte Baldy ou Old Baldy, é um pico de 3068 m de altitude nas Montanhas San Gabriel, na fronteira entre os condados de Los Angeles e San Bernardino, na Califórnia. Situado dentro do Monumento Nacional das Montanhas San Gabriel e da Floresta Nacional de Angeles, é o ponto mais alto da cordilheira, do Condado de Los Angeles e da área metropolitana de Los Angeles. Tem proeminência topográfica de 1897 m.
Os picos às vezes cobertos de neve do Monte San Antonio são visíveis em dias claros e dominam a vista do horizonte da Bacia de Los Angeles. O pico e um subsidiário a oeste formam um cume duplo de uma crista leste-oeste íngreme. O cume é acessível por meio de uma série de cristas de conexão ao longo de trilhas de caminhada do norte, leste, sul e sudoeste.

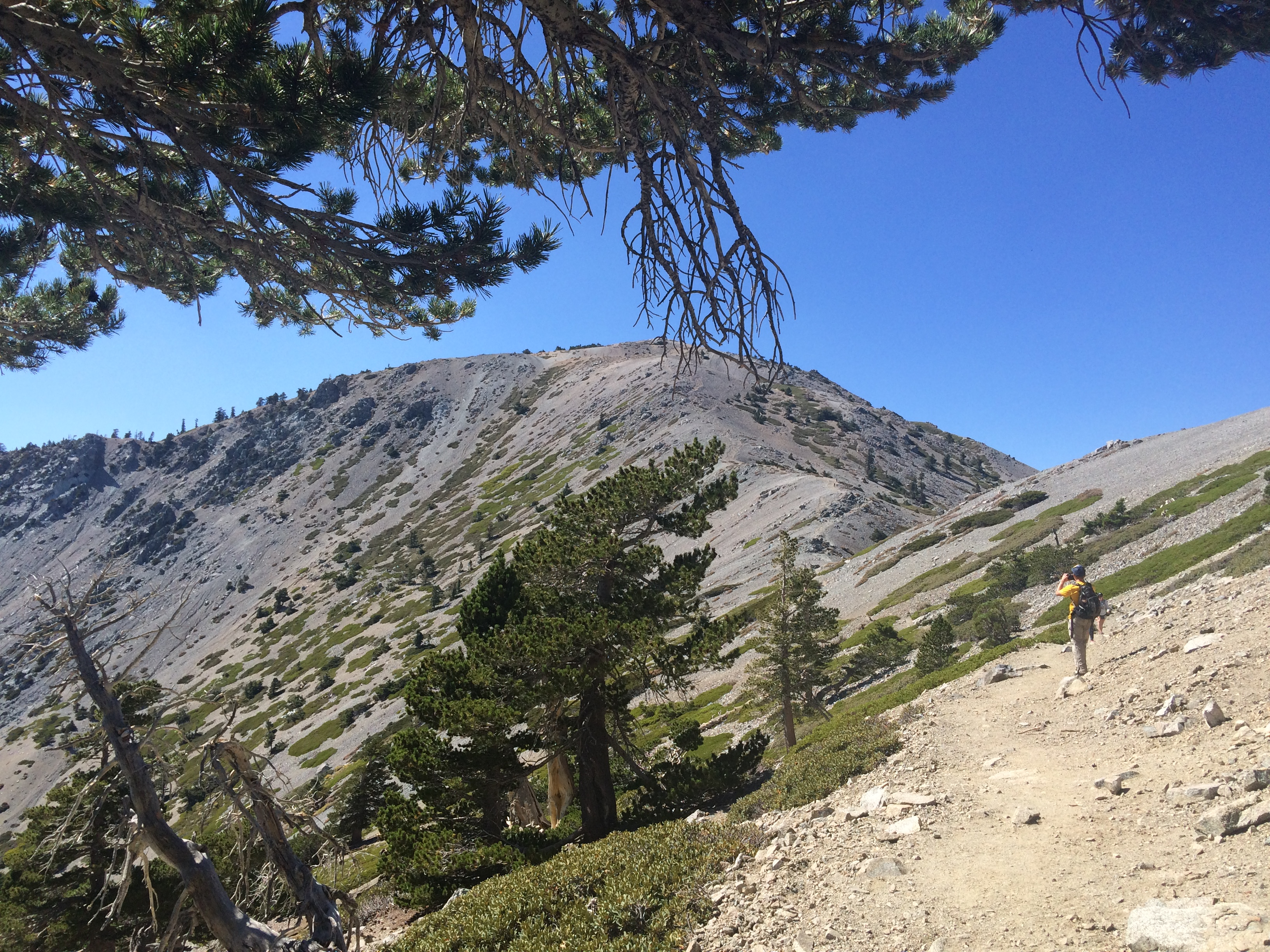
Vista para noroeste do Baldy Summit a partir de Baldy Bowl
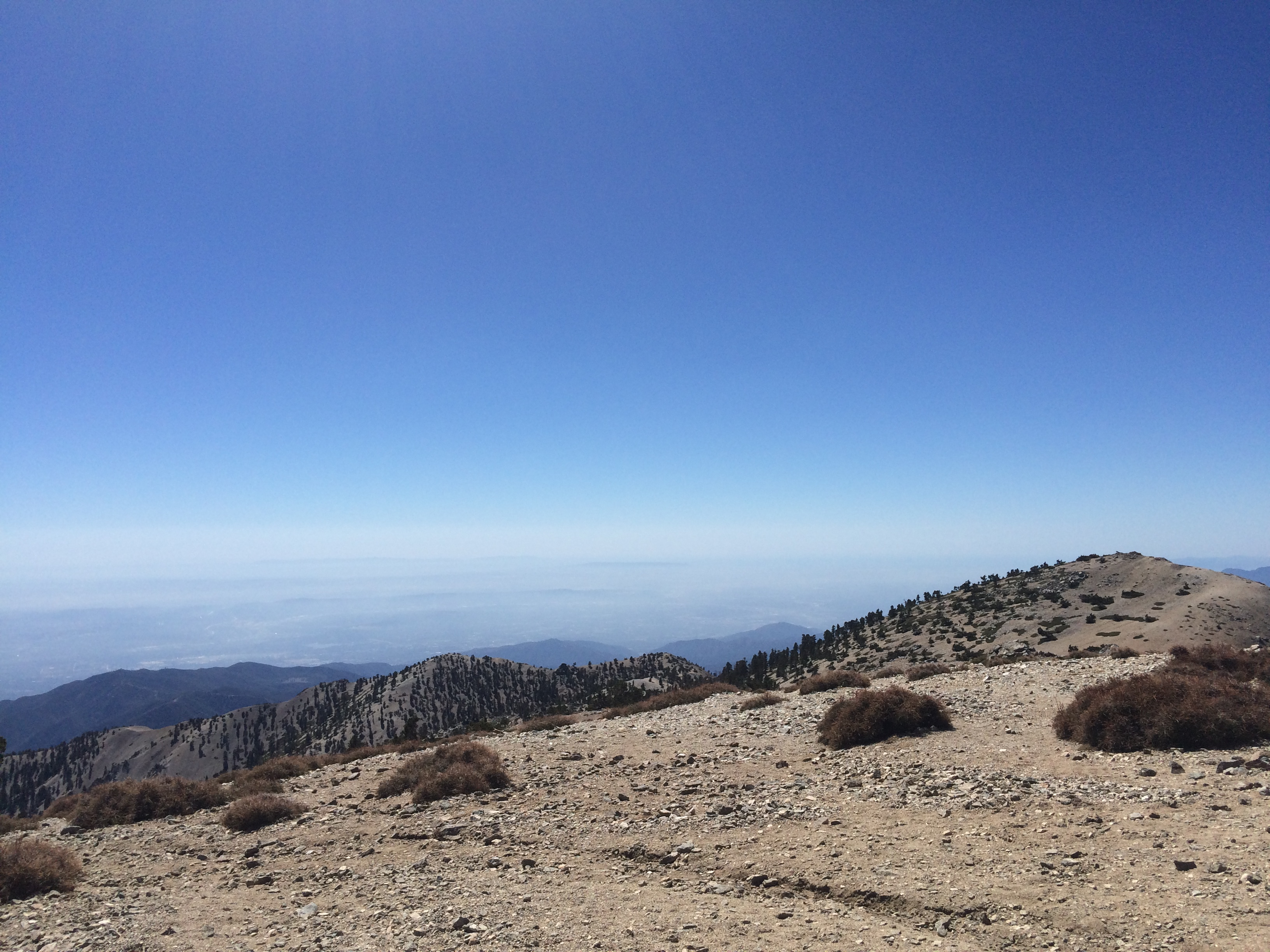
Vista para sudoeste a partir do monte. Cume Baldy
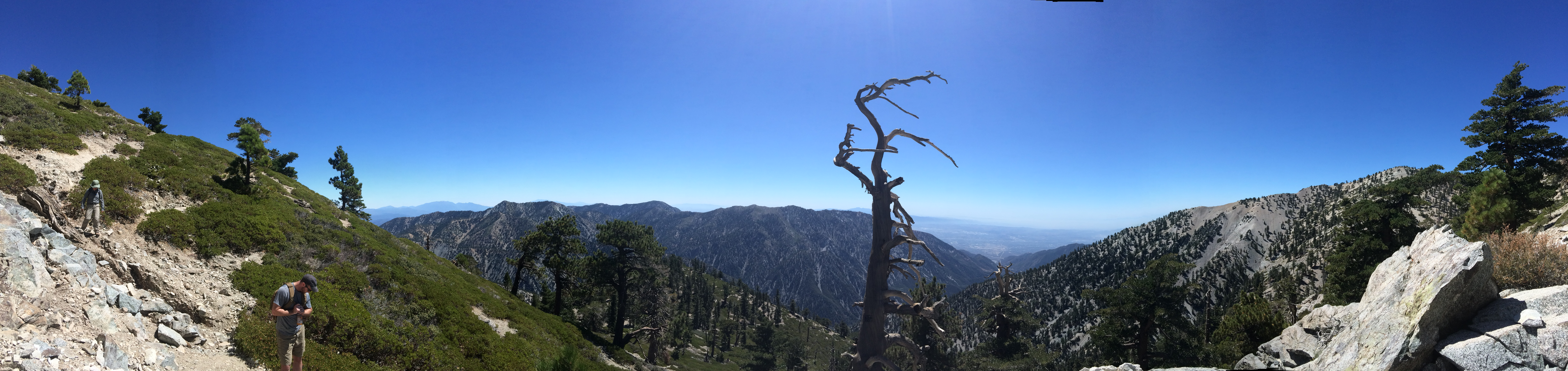
Panorama para sul, na direção de Los Angeles, mesmo abaixo do cume